# Гжельчак, Пётр
Пётр Гже́льчак (пол. Piotr Grzelczak; 2 марта 1988, Лодзь, Польша) — польский футболист, нападающий.

## Карьера
Футбольную карьеру начал в 2006 году в составе клуба «Видзев».
В 2012 году подписал контракт с клубом «Лехия» Гданьск.
В 2013 году на правах аренды играл за варшавскую «Полонию».
В 2015 году переходит в «Ягеллонию».
В 2016—2017 годах играл за «Гурник» Ленчна.
В 2017 году стал игроком греческого клуба «Платаньяс».
В 2018 году перешёл в клуб «Хойничанка», за который провёл 21 матч.
Летом 2019 года перешёл в казахстанский клуб «Атырау».

## Достижения
«Атырау»
- Финалист Кубка Казахстана: 2019

## Клубная статистика
| Игровая карьера | Игровая карьера | Игровая карьера | Лига | Лига | Кубок | Кубок | Межд. | Межд. | Др. | Др. |
| --------------- | --------------- | --------------- | ---- | ---- | ----- | ----- | ----- | ----- | --- | --- |
| 2019            | Атырау          | А               | 8    | 4    | 1     | 1     | —     | —     | —   | —   |
| 2020            | Атырау          | Б               | 12   | 5    | —     | —     | —     | —     | —   | —   |
| 2021            | Атырау          | А               | 22   | 5    | 6     | 2     | —     | —     | —   | —   |
| 2022            | Атырау          | А               | 20   | 2    | 6     | 1     | —     | —     | —   | —   |